# Rogatec
Rogatec este o localitate din comuna Rogatec, Slovenia, cu o populație de 1.570 de locuitori.